# Paris en colère
Singles de Mireille Mathieu
Qu'elle est belle
(1966) Celui que j'aime (chanson)
(1966)
Paris en colère est une chanson dont les paroles sont de Maurice Vidalin et la musique de Maurice Jarre, interprétée par Mireille Mathieu et sortie en 1966. Elle se trouve sur son troisième 45 tours. Cette chanson est inspirée de la B.O. du film Paris brûle-t-il ?, mais ne figure pas dans le film car créée après. On retrouve la chanson dans le générique de fin du film La vie est un long fleuve tranquille d'Étienne Chatiliez. Le disque s'est écoulé à plus de 400 000 exemplaires.
Elle a également été interprétée les 14 juillet 2013 et 2014 par le ténor Florian Laconi, accompagné par la musique de la Garde républicaine, lors de la fête nationale,.
Les paroles écrites par Maurice Vidalin évoquent le combat des Parisiens au moment de la Libération, lorsque des barricades furent dressées et que la Résistance attaqua les Allemands jusqu'à la Libération de Paris. "C'est la fête à la liberté et Paris n'est plus en colère, il a retrouvé la lumière, après la tempête après la peur et le froid, Paris est en fête et Paris pleure de joie".   
Mireille Mathieu a enregistré une version en espagnol de cette chanson sous le titre Arde Paris en 1989.

## Classements
| Pays    | Meilleure position | Certification | Ventes          |
| ------- | ------------------ | ------------- | --------------- |
| France  | 1 (novembre 1966)  |               | Plus de 400 000 |
| Espagne | 20                 |               |                 |